# Lacourt-Saint-Pierre
Lacourt-Saint-Pierre är en kommun i departementet Tarn-et-Garonne i regionen Occitanien i södra Frankrike. Kommunen ligger i kantonen Montech som tillhör arrondissementet Montauban. År 2022 hade Lacourt-Saint-Pierre 1 265 invånare.

## Befolkningsutveckling
Antalet invånare i kommunen Lacourt-Saint-Pierre
| Referens: INSEE |